# Groot spikkeldikkopje
Het  groot spikkeldikkopje  (Pyrgus alveus) is een dagvlinder uit de familie Hesperiidae (dikkopjes).

## Verspreiding
De soort komt voor van Midden-Zweden en Zuid-Frankrijk tot Noord-Afrika en van Zuid-Noorwegen en West-Frankrijk tot Oost-Azië.
In Nederland zou maar één waarneming van deze soort zijn geweest, een zwerver in 1954. De soort is echter alweer van de Nederlandse lijst afgevoerd omdat de oorspronkelijke waarnemer ontkent de soort ooit in Nederland gevonden te hebben. In België komt de soort als dwaalgast voor, na 1980 zijn er waarnemingen uit Namen en Luik. Voor 1980 is de soort ook gemeld uit Luxemburg. De dichtstbijzijnde populaties bevinden zich op enkele locaties in de Duitse Eifel.

## Levenswijze
Het groot spikkeldikkopje legt ongeveer zeventig eieren op een geschikte waardplant. Bij het zoeken naar een geschikte plek voor het afzetten van de eieren kunnen de vrouwtjes grote gebieden verkennen. De vrouwtjes zetten de eieren bij voorkeur af op kleine bladeren. De soort is bekend van de volgende waardplanten: geel zonneroosje (Helianthemum nummularium), Ölands zonneroosje ( Helianthemum oelandicum) en verschillende ganzeriksoorten (Potentilla). De rupsen leven tussen samengesponnen bladeren in de toppen van de waardplant. Ze overwinteren als jonge rups in het tweede stadium in een speciaal kokertje. De soort vliegt van begin juli tot halverwege augustus.

## Biotoop
De vlinder komt voornamelijk voor in licht beweide graslanden.